# Macopin
Macopin es un lugar designado por el censo ubicado en el condado de Passaic en el estado estadounidense de Nueva Jersey. En el Censo de 2020 tenía una población de 2199  habitantes y una densidad poblacional de 131,21 habitantes por km². Fue incluido como CDP en el censo de 2020.

## Geografía
Macopin se encuentra ubicado en las coordenadas 41°03′08″N 74°23′20″O / 41.05222, -74.38889. Según la Oficina del Censo de los Estados Unidos,  tiene una superficie total de 16,76 km², de la cual 15,90 km² corresponden a tierra firme y 0,86 km² a agua.